# Pierre Morhange
Pour le personnage de fiction, voir Les Choristes (film).
Pour l’article ayant un titre homophone, voir Pierre Morange.
Pour les articles homonymes, voir Morhange.
Pierre Morhange, né le 22 juin 1901 à Paris et mort le 3 juillet 1972 à Andilly, est un écrivain et poète français.

## Biographie

### Années de jeunesse et de formation (1901-1925)
Pierre Morhange est né le 22 juin 1901 à Paris dans une famille juive de la moyenne bourgeoisie,.
Il passe son baccalauréat et poursuit à la Sorbonne des études de psychologie et philosophie jusqu'à la licence d'enseignement en 1925.
Il fonde en 1924 avec Georges Politzer, Norbert Guterman et Henri Lefebvre la revue Philosophies, et milite à la fois au Parti communiste et au mouvement surréaliste.
À partir de 1932, il enseigne la philosophie dans différents collèges.

### Années 1930 et 1940
Pierre Morhange annonce un certain néo-réalisme dès son premier recueil La vie est unique, publié en 1930. Gaëtan Picon parle dans son Panorama de la nouvelle littérature française (1949) de « précurseur du réalisme poétique ».
À l'automne 1940, il est professeur de philosophie au lycée Jean-Giraudoux de Châteauroux, lorsqu'il est interdit d'enseignement du fait de la publication des premières ordonnances du statut des Juifs par le régime de Vichy, ce qui provoque l'indignation de Roger Cazala, père de l'un de ses élèves.
Réfugié dans le Sud-ouest, il participe à la Résistance au sein du Front national. 
Profondément troublé par l'Holocauste, il rend hommage aux personnes persécutées et assassinées dans son recueil de poèmes Le Blessé paru en 1951.

### Années 1950 à 1970
Réintégré comme professeur de collège en novembre 1944, il enseigne au collège Théophile Gautier de Tarbes, puis au collège de Courbevoie de début 1950 à 1965. Il termine sa carrière au lycée Condorcet à Paris en 1966.
Pierre Morhange meurt le 3 juillet 1972 à Andilly, et est enterré au cimetière parisien de Bagneux (Hauts-de-Seine), dans la 23e division, avec son épouse Mathilde Morhange-Constantinovsky (1911-1994).

## Publications
- La vie est unique, Gallimard, 1933
- Bouquet de poèmes pour mes amis de Bigorre, Tarbes, sans nom, 1948
- Autocritique suivie de pièces à conviction, éd. Seghers, 1951
- Le Blessé, éd. Au Colporteur, 1951
- La Robe, Seghers, 1954
- Poèmes brefs, revue Strophe, 1966
- Le Sentiment lui-même, Pierre-Jean Oswald, 1966 - Ce recueil rassemble Le blessé, Autocritique suivie de pièces à conviction, La robe, et une série de poèmes inédits : L'estafette dans le vestibule...
- Le désespoir clamant, Monsieur Bloom, 1983